# 室蘭運輸支局
室蘭運輸支局（むろらんうんゆしきょく）は運輸支局のひとつ。北海道室蘭市日の出町3丁目に所在する。
- ここで交付されるナンバープレートは「室蘭」ナンバーになる。
- ただし苫小牧市は「苫小牧」ナンバーの、ご当地ナンバーになる。
- 1988年以前に交付されていたナンバープレートは「室」ナンバーであった。

## 自動車登録管轄区域
胆振総合振興局管内、日高振興局管内である。
- 室蘭市・苫小牧市・登別市・伊達市・虻田郡豊浦町・洞爺湖町・有珠郡・白老郡・勇払郡安平町・厚真町・むかわ町・沙流郡・新冠郡・日高郡・浦河郡・様似郡・幌泉郡